# Ansel
Ansel – obszar niemunicypalny w Kern County, w Kalifornii (Stany Zjednoczone), na wysokości 767 m.